# Xylopia richardii
Xylopia richardii é uma espécie de planta da família Annonaceae.
Pode ser encontrada nos seguintes países: Mauritânia e Reunião.
Está ameaçada por perda de habitat.